# Cladotanytarsus viridiventris
Cladotanytarsus viridiventris är en tvåvingeart som först beskrevs av Malloch 1915.  Cladotanytarsus viridiventris ingår i släktet Cladotanytarsus och familjen fjädermyggor. Inga underarter finns listade i Catalogue of Life.